# Израиль на летних Паралимпийских играх 2012

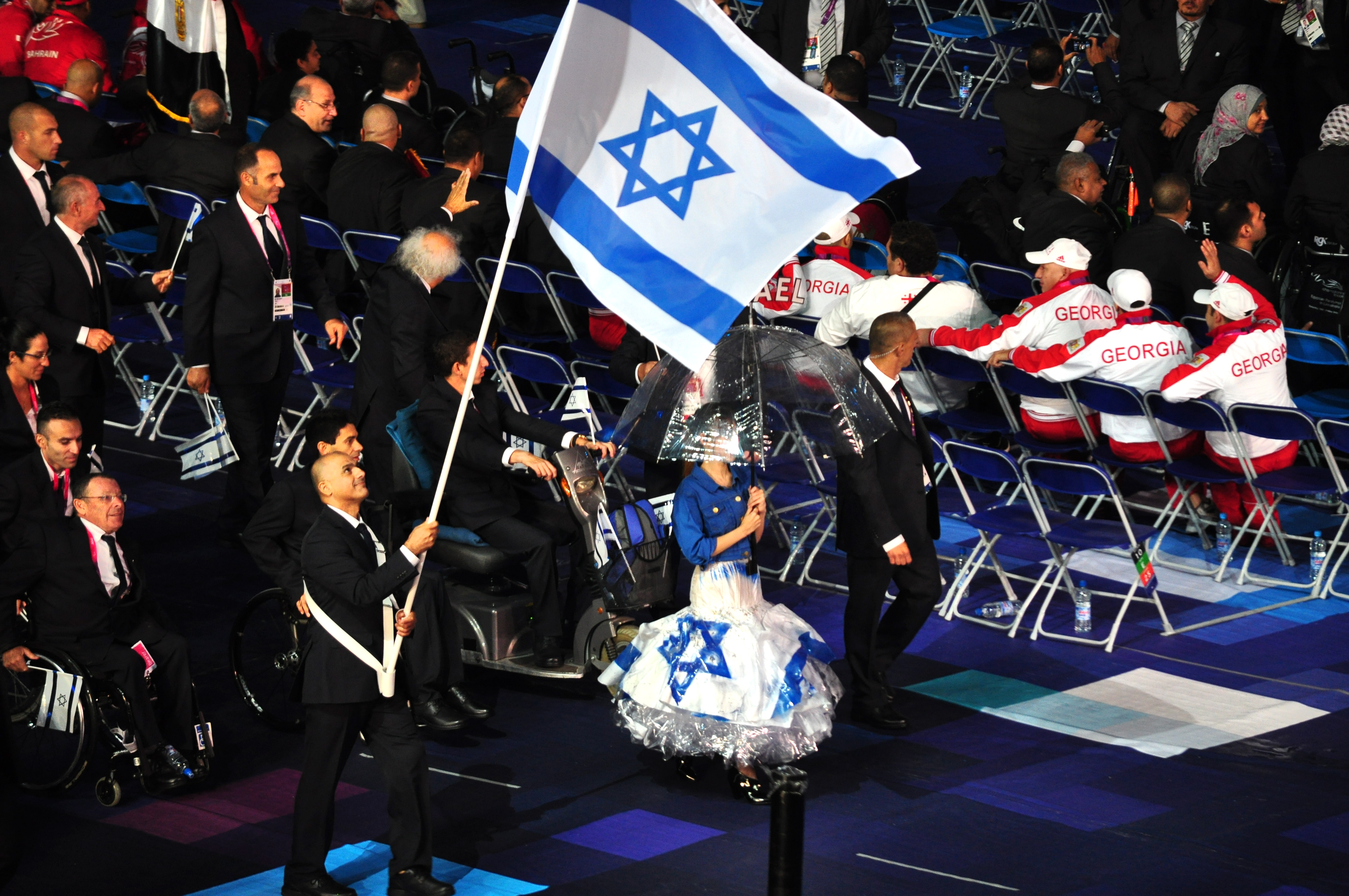
Паралимпийская сборная Израиля на церемонии открытия летних Паралимпийских игр 2012

Израиль на летних Паралимпийских играх 2012 был представлен 25 спортсменами в 9 видах спорта: академической гребле, велоспорте (шоссейном), конном спорте, лёгкой атлетике, настольном теннисе, парусном спорте, плавании, стрельбе и теннисе на колясках.

## Медалисты
| Медаль                   | Спортсмен                   | Вид спорта         | Дисциплина | Дата                             |
| ------------------------ | --------------------------- | ------------------ | --- | -------------------------------- |
| Золото                   | Ноам Гершони                | Теннис на колясках | Одиночный разряд (квадриплегия) | 8 сентября                       |
| Серебро                  | Дорон Шазири                | Стрельба           | Мужчины, винтовка с 3 позиций, 50 м, категория SH1                                                                                 | 5 сентября                       |
| Серебро                  | Коби Лион                   | Велоспорт          | Мужчины, раздельные гонки, категория H1                                                                                            | 5 сентября                       |
| Бронза · Бронза · Бронза | Инбаль Пезаро               | Плавание           | Женщины, 50 м вольным стилем, категория S5 Женщины, 200 м вольным стилем, категория S5 Женщины, 100 м вольным стилем, категория S5 | 30 августа 1 сентября 8 сентября |
| Бронза                   | Ицхак Мамиствалов           | Плавание           | Мужчины, 200 м вольным стилем, категория S2                                                                                        | 1 сентября                       |
| Бронза                   | Ноам Гершони Шрага Вайнберг | Теннис на колясках | Парный разряд (квадриплегия) | 5 сентября                       |

## Результаты соревнований

### Академическая гребля
| Соревнование       | Спортсмены                    | Отборочная гонка | Отборочная гонка | Дополнительная гонка | Дополнительная гонка | Финал   | Финал |
| Соревнование       | Спортсмены                    | Время            | Квалификация     | Время                | Квалификация         | Время   | Место |
| ------------------ | ----------------------------- | ---------------- | ---------------- | -------------------- | -------------------- | ------- | ----- |
| одиночки (женщины) | Моран Самуэль                 | 5:45.57          | 3 R              | 5:44.78              | 1 FA                 | 5:48.67 | 5     |
| двойки (смешанные) | Реувен Магнаджи Ольга Соколов | 4:18.45          | 6 R              | 4:20.20              | 4 FB                 | 4:14.90 | 9     |

### Велоспорт
Мужчины
| Соревнование                         | Спортсмены   | Время      | Место      |
| ------------------------------------ | ------------ | ---------- | ---------- |
| Шоссе, групповая гонка, категория H1 | Коби Лион    | не окончил | не окончил |
| Шоссе,раздельные гонки, категория H1 | Коби Лион    | 35:53.30   | Серебро    |
| Шоссе,групповая гонка, категория H4  | Нати Гроберг | 2:11:58    | 9          |
| Шоссе,раздельные гонки, категория H4 | Нати Гроберг | 27:30.04   | 7          |

Женщины
| Соревнование                         | Спортсменка      | Время       | Место       |
| ------------------------------------ | ---------------- | ----------- | ----------- |
| Шоссе,групповая гонка, категория H4  | Паскаль Беркович | не окончила | не окончила |
| Шоссе,раздельные гонки, категория H4 | Паскаль Беркович | 38:49.22    | 6           |

Смешанные
| Соревнование                              | Спортсмены                              | Время       | Место       |
| ----------------------------------------- | --------------------------------------- | ----------- | ----------- |
| Шоссе, командная эстафета, категория H1—4 | Коби Лион Нати Гроберг Паскаль Беркович | не окончили | не окончили |

### Конный спорт
| Спортсмен       | Конь    | Соревнование                         | Всего     | Всего |
| Спортсмен       | Конь    | Соревнование                         | Результат | Место |
| --------------- | ------- | ------------------------------------ | --------- | ----- |
| Йонатан Дреслер | Убелиск | Индивидуальное первенство, класс III | 65.333    | 10    |
| Йонатан Дреслер | Убелиск | Индивидуальный фристайл, класс III   | 60.250    | 11    |

### Лёгкая атлетика
| Соревнование                    | Спортсмен  | Финал     | Финал |
| Соревнование                    | Спортсмен  | Результат | Место |
| ------------------------------- | ---------- | --------- | ----- |
| Мужчины, марафон, категория T12 | Гад Яркони | 3:01:51   | 13    |

### Настольный теннис
Мужчины
| Спортсмены           | Соревнование                     | Групповая стадия   | Групповая стадия   | Групповая стадия | Четвертьфинал        | Полуфинал             | Финал                 | Финал                 |
| Спортсмены           | Соревнование                     | Соперник Результат | Соперник Результат | Место            | Соперник Результат   | Соперник Результат    | Соперник Результат    | Место                 |
| -------------------- | -------------------------------- | ------------------ | ------------------ | ---------------- | -------------------- | --------------------- | --------------------- | --------------------- |
| Лиран Гева           | Одиночный разряд, категория C3   | Копола Пор. 0—3    | Меррьян Пор. 0—3   | 3                | Завершил выступление | Завершил выступление  | Завершил выступление  | Завершил выступление  |
| Шай Сиада            | Одиночный разряд, категория C4   | Чхой Пор. 0—3      | Качи Поб. 3—0      | 2                | Завершил выступление | Завершил выступление  | Завершил выступление  | Завершил выступление  |
| Лиран Гева Шай Сиада | Командный разряд, категория C4—5 |                    |                    |                  | Пор. 0—3             | Завершили выступление | Завершили выступление | Завершили выступление |

### Парусный спорт
| Класс   | Спортсмены                          | Гонка | Гонка | Гонка | Гонка | Гонка | Гонка | Гонка | Гонка | Гонка | Гонка | Очки | Место |
| Класс   | Спортсмены                          | 1     | 2     | 3     | 4     | 5     | 6     | 7     | 8     | 9     | 10    | Очки | Место |
| ------- | ----------------------------------- | ----- | ----- | ----- | ----- | ----- | ----- | ----- | ----- | ----- | ----- | ---- | ----- |
| SKUD 18 | Шимон Бен Яаков Хагар Зехави        | 6     | 7     | 7     | 5     | (12)  | 6     | 5     | 8     | 4     | 6     | 64   | 6     |
| Sonar   | Дрор Коэн Арнон Эфрати Бени Векслер | 9     | (13)  | 4     | 10    | 13    | 11    | 4     | 6     | 7     | 7     | 68   | 9     |

### Плавание
Мужчины
| Соревнование                      | Спортсмены        | Предварительные заплывы | Предварительные заплывы | Финал                | Финал                |
| Соревнование                      | Спортсмены        | Результат               | Место                   | Результат            | Место                |
| --------------------------------- | ----------------- | ----------------------- | ----------------------- | -------------------- | -------------------- |
| 50 м вольный стиль, категория S2  | Ицхак Мамиствалов | 1:08.73                 | 7                       | 1:07.94              | 6                    |
| 50 м вольный стиль, категория S2  | Ияд Юсеф Шалаби   | 1:07.52                 | 4                       | 1:07.07              | 5                    |
| 100 м вольный стиль, категория S2 | Ицхак Мамиствалов | 2:26.55                 | 5                       | 2:25.60              | 6                    |
| 100 м вольный стиль, категория S2 | Ияд Юсеф Шалаби   | 2:25.55                 | 4                       | 2:24.73              | 5                    |
| 200 м вольный стиль, категория S2 | Ицхак Мамиствалов |                         |                         | 4:58.53              | Бронза               |
| 200 м вольный стиль, категория S2 | Ияд Юсеф Шалаби   |                         |                         | 4:58.54              | 4                    |
| 50 м на спине, категория S2       | Ияд Юсеф Шалаби   | 1:08.37                 | 5                       | 1:08.97              | 6                    |
| 100 м вольный стиль, категория S6 | Йоав Валински     | 1:14.65                 | 14                      | Завершил выступление | Завершил выступление |
| 100 м на спине, категория S6      | Йоав Валински     | 1:34.12                 | 11                      | Завершил выступление | Завершил выступление |
| 100 м брасс, категория SB6        | Йоав Валински     | 1:34.31                 | 9                       | Завершил выступление | Завершил выступление |
| 200 м комплекс, категория SM6     | Йоав Валински     | 3:03.88                 | 11                      | Завершил выступление | Завершил выступление |

Женщины
| Соревнование                      | Спортсменки           | Предварительные заплывы | Предварительные заплывы | Финал                 | Финал                 |
| Соревнование                      | Спортсменки           | Результат               | Место                   | Результат             | Место                 |
| --------------------------------- | --------------------- | ----------------------- | ----------------------- | --------------------- | --------------------- |
| 50 м вольный стиль, категория S5  | Инбаль Пезаро         | 39.74                   | 5                       | 37.89                 | Бронза                |
| 50 м вольный стиль, категория S6  | Инбаль Ганаполь Шварц | 39.02                   | 13                      | Завершила выступление | Завершила выступление |
| 50 м вольный стиль, категория S7  | Эръэль Ха-Леви        | 38.30                   | 12                      | Завершила выступление | Завершила выступление |
| 50 м баттерфляй, категория S6     | Инбаль Ганаполь Шварц | 39.26                   | 3                       | 39.89                 | 5                     |
| 100 м вольный стиль, категория S5 | Инбаль Пезаро         | 1:25.91                 | 5                       | 1:22.56               | Бронза                |
| 100 м вольный стиль, категория S6 | Инбаль Ганаполь Шварц | 1:31.62                 | 16                      | Завершила выступление | Завершила выступление |
| 100 м вольный стиль, категория S7 | Эръэль Ха-Леви        | 1:19.71                 | 10                      | Завершила выступление | Завершила выступление |
| 100 м брасс, категория SB4        | Инбаль Пезаро         | 1:57.95                 | 4                       | 1:56.73               | 4                     |
| 100 м на спине, категория S6      | Инбаль Ганаполь Шварц | 1:44.43                 | 12                      | Завершила выступление | Завершила выступление |
| 200 м вольный стиль, категория S5 | Инбаль Пезаро         | 2:57.14                 | 2                       | 2:56.11               | Бронза                |
| 400 м вольный стиль, категория S7 | Инбаль Пезаро         | 5:48.43                 | 9                       | Завершила выступление | Завершила выступление |

### Стрельба
| Соревнование                                       | Спортсмены   | Квалификация | Квалификация | Финал     | Финал   |
| Соревнование                                       | Спортсмены   | Результат    | Место        | Результат | Место   |
| -------------------------------------------------- | ------------ | ------------ | ------------ | --------- | ------- |
| Мужчины, винтовка с 3 позиций, 50 м, категория SH1 | Дорон Шазири | 1157         | 1            | 1252.4    | Серебро |
| Винтовка лёжа, 50 м, категория SH1                 | Дорон Шазири | 589          | 4            | 691.8     | 6       |

### Теннис на колясках
| Соревнование                    | Спортсмен                   | 1/8 финала                  | Четвертьфинал               | Полуфинал                    | Матч за 3-е место             | Финал                | Финал                |
| Соревнование                    | Спортсмен                   | Соперник Счёт               | Соперник Счёт               | Соперник Счёт                | Соперник Счёт                 | Соперник Счёт        | Место                |
| ------------------------------- | --------------------------- | --------------------------- | --------------------------- | ---------------------------- | ----------------------------- | -------------------- | -------------------- |
| Одиночный разряд (квадриплегия) | Ноам Гершони                | Бердекин Поб. 3-6, 6-3, 6-3 | Бартен Поб. 6-1, 6-1        | Вайнберг Поб. 6-0, 6-0       |                               | Уогнер Поб. 6-2, 6-1 | Золото               |
| Одиночный разряд (квадриплегия) | Боаз Крамер                 | Полидори Поб. 6-3, 6-2      | Уогнер Пор. 3-6, 0-6        | Завершил выступление         | Завершил выступление          | Завершил выступление | Завершил выступление |
| Одиночный разряд (квадриплегия) | Шрага Вайнберг              | Йонссон Поб. 6-1, 6-2       | Норфолк Поб. 3-6, 7-5, 6-0  | Гершони Пор. 0-6, 0-6        | Тейлор Пор. 6-1, 3-6, 4-6     |                      | 4                    |
| Парный разряд (квадриплегия)    | Ноам Гершони Шрага Вайнберг |                             | Хард, Йонссон Поб. 6-1, 6-4 | Тейлор, Уогнер Пор. 3-6, 6-7 | Кавано, Мороиши Поб. 6-3, 6-1 |                      | Бронза               |